# Tambovka (Georgia)
Tambovka (en georgiano: ტამბოვკა; en armenio: Տամբովկա; en ruso: Тамбовка) es un pueblo de Georgia ubicado en el este de la región de Mesjetia-Yavajetia, siendo parte del municipio de Ninotsminda.  

## Geografía
Tambovka está ubicado en la orilla norte del lago Paravani, al este del pico Abul y 47 km al noreste de Ninotsminda.

## Historia
Tambovka fue fundada en la década de 1840 por colonos rusos dujobores. En 1924, un grupo de armenios del pueblo de Julgumo se trasladó a Tambovka.El arqueólogo Samvel Karapetyan, durante sus investigaciones en Tambovka entre 1988 y 2004, descubrió una corona escultórica de la ventana de la iglesia fundacional del pueblo.

## Demografía
La evolución demográfica de Tambovka entre 1914 y 2014 fue la siguiente:
| 469                                             | 118 | 136 |
| (Fuente: Population of Georgia in Soviet times) |     |     |

Según los datos del censo de 2014, los armenios son el 97,79 % de la población local; los azeríes, el 1,47 % y los rusos, 0,73 %.

## Infraestructura

### Educación
En el pueblo de Tambovka hay una escuela rusa.

### Lugares de interés
En 1993 se llevaron a cabo excavaciones arqueológicas de los años 2000-1800 a. C. en el sitio antiguo cerca del pueblo. Las obras se reanudaron en el año 2000 y se encontraron materiales que datan de la Edad del Bronce Medio y del Cobre en un túmulo con un diámetro de 28 my una altura de 3 m.